# Савршени корак 2
Савршени корак 2 (енгл. Pitch Perfect 2) је амерички мјузикл-хумористички филм из 2015. године који је режирала и продуцирала Елизабет Бенкс и написала Кеј Кенон. Представља наставак филма Савршени корак и други део серије Савршени корак. Филм се фокусира на фиктивне Беле универзитета Барден, женску а капела певачку групу, које покушавају да победе такмичарску немачку музичку групу на светском певачком такмичењу. У филму глуми ансамблске улоге, као што су Ана Кендрик, Ребел Вилсон, Хејли Стајнфилд, Британи Сноу, Хана Меј Ли, Алексис Кнап, Естер Дин, Криси Фит, Кели Џекл, Шели Ренџер, Кејти Сагал и Киган-Мајкл Кеј и улоге из претходног дела као што су Скајлер Естин, Бен Плат, Адам Дивајн, Ана Кемп и Џон Мајкл Хигинс.
Изашао је 15. маја 2015. године у Сједињеним Америчким Државама од стране Universal Pictures. Филм је добио углавном позитивне коментаре критичара и зарадио 287 000 000 долара широм света. Престигао је укупну зараду оригиналног филма за пет дана, и постала мјузикл-комедија филм који је највише зарадио, прешавши филм Школа рока. Наставак, Савршени корак 3 изашао је 22. децембра 2017. године.
У Србији је филм изашао 21. маја 2015. године, титлован на српски језик. Дистрибуцију је радио Тарамаунт филм.